# 리싱원
리싱원(중국어 정체자: 李興文, 병음: Lǐ Xīngwén, 한자음: 이흥문, News Lee, 1967년 7월 19일 ~ )은 대만의 배우이다.

## 방송
- 대병일기

## 영화
- 보고방장